# Afandu
Afandu (gr. Αφάντου) – miejscowość w Grecji, na wyspie Rodos, w administracji zdecentralizowanej Wyspy Egejskie, w regionie Wyspy Egejskie Południowe, w jednostce regionalnej Rodos, w gminie Rodos. W 2011 roku liczyła 6072 mieszkańców.
W miejscowości znajduje się kościół p.w. Najświętszej Maryi Panny, zdobiony freskami z XVII wieku. W kościele organizowany jest w sierpniu przyciągający wielu turystów festiwal religijny i folklorystyczny. Afandou było niegdyś znane z tradycji wytwarzania dywanów.